# Passage Dubail
Le passage Dubail est une voie du 10e arrondissement de Paris, en France.

## Situation et accès
Le passage Dubail est situé dans le 10e arrondissement de Paris. Il débute au 120, rue du Faubourg-Saint-Martin, un premier tronçon se termine au 50, rue des Vinaigriers, un second tronçon se termine également dans cette rue. Le passage a également une ouverture par un escalier sous un immeuble sur le passage des Récollets.

## Origine du nom

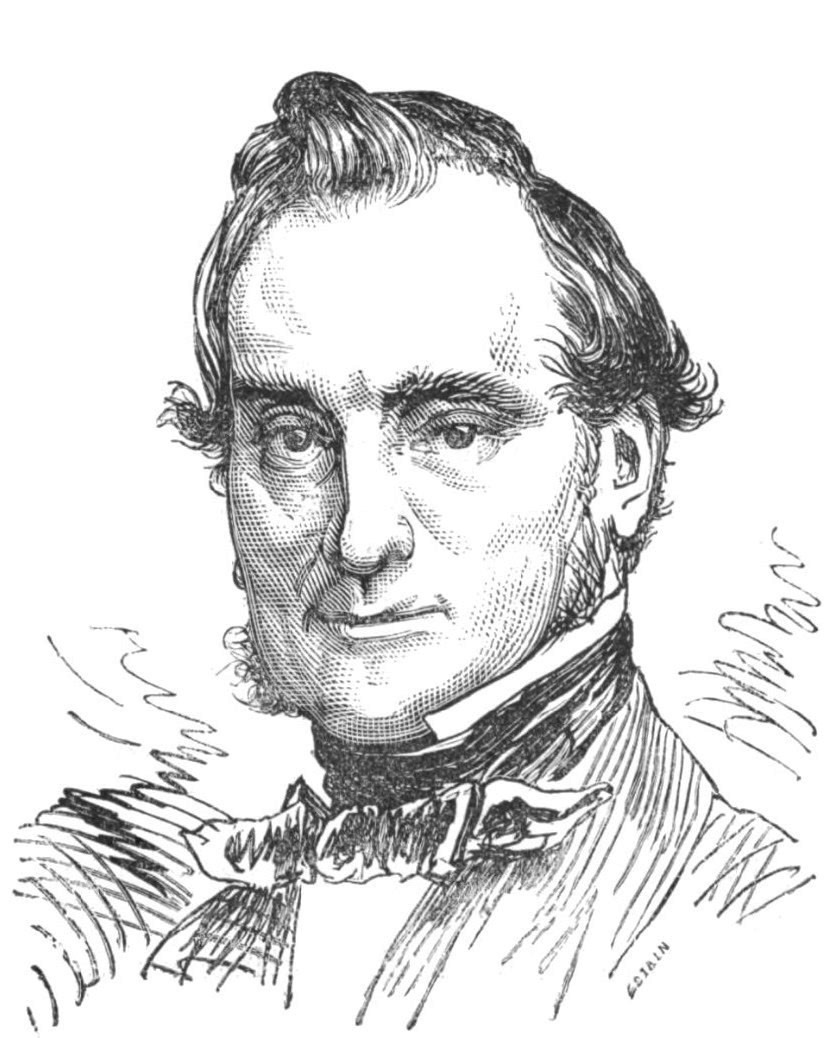
René Dubail.

Le passage porte le nom de René Dubail, avocat, adjoint au maire de l'ancien 5e arrondissement — qui est une partie de l'actuel 10e arrondissement — (1849-1851), et maire du 10e arrondissement (1870-1873). Contrairement à ce qui se  raconte trop souvent, René Dubail n'a jamais été propriétaire du terrain. Il a été acheté aux enchères par Jean Honoré Dubail, boulanger, oncle du futur maire. Après Jean Honoré Dubail, les terrains ont été transmis à sa descendance directe : son fils Guillaume Tell Dubail, époux de Marie Louise Julie Laperche. Si la voûte du 54-56, boulevard de Magenta porte le nom de Dubail, cette référence se rapporte à la famille, l'immeuble du 54-56, boulevard de Magenta ayant été construit par les héritiers de Jean Honoré Dubail. Quant à René Dubail, il est le fils de Jean Marie Dubail, épicier, Guillaume-Tell Dubail étant pharmacien.

## Historique
« La voie est ouverte en 1820 sous le nom de « passage Grados » et prend sa dénomination actuelle dans les années 1870 », lit-on dans la plupart des publications ; Pierre Marie Grados étant le gendre de Jean Honoré Dubail. De fait, sur un plan de 1829, on peut voir que l'actuel passage Dubail est divisé en trois. Le nom de Grados ne s'applique qu'à la voie donnant sur la rue des Vinaigriers. La voie passant actuellement sous le 54-56, boulevard de Magenta s'appelle déjà Dubail. Celle donnant sur la rue du Faubourg Saint-Martin porte le nom de « passage du Faubourg Saint-Martin ».
C'est 25 passage Dubail que se trouve le siège du parti La France insoumise. Le parti créé par Jean-Luc Mélenchon se trouve dans un immeuble qui a pris la place d'un atelier où furent fabriqués les célèbres phares Ducellier.